# مونتسیا
مونتسیا (به اسپانیایی: Montsiá) یک منطقهٔ مسکونی در اسپانیا است که در استان تاراگونا واقع شده‌است. مونتسیا ۷۳۵٫۵ کیلومتر مربع مساحت و ۶۹٬۶۱۳ نفر جمعیت دارد.